# Scolopendrium scolopendrium
Scolopendrium scolopendrium là một loài thực vật có mạch trong họ Aspleniaceae. Loài này được (L.) H. Karst. miêu tả khoa học đầu tiên năm 1881.